# Haffsta i Vägersta
Haffsta i Vägersta – miejscowość (småort) w Szwecji w gminie Örnsköldsvik w regionie Västernorrland. Około 104 mieszkańców.